# Вторая сборная Ирландии по футболу
Вторая сборная Ирландии по футболу (также — Республика Ирландия-Б, англ. Republic of Ireland B) — резервная мужская сборная Республики Ирландия по футболу, игроки которой считаются кандидатами в основную сборную команду.
Команда выступает нерегулярно: за последние 11 лет (с 1999 года) сыграно всего 3 матча, два из которых против второй сборной Шотландии.